# Ibrahim Jeilan
Ibrahim Jeilan (11 juni 1989) is een Ethiopische atleet, die gespecialiseerd is in de 5000 en 10.000 m.

## Carrière
Jeilan etaleerde zijn talenten op de lange afstanden voor het eerst op de wereldkampioenschappen voor junioren in Peking in 2006. Hij zegevierde daar op de 10.000 m. Twee jaar later voegde hij er bij de wereldkampioenschappen veldlopen in Edinburgh een wereldtitel bij de junioren in dit metier aan toe.
In 2011 beleefde Jeilan zijn doorbraak bij de senioren door op de wereldkampioenschappen in Daegu wereldkampioen te worden op de 10.000 m. Hij volgde met deze prestatie zijn landgenoot Kenenisa Bekele op. Twee jaar later moest hij op dezelfde afstand zijn meerdere erkennen in Mo Farah en eindigde hij als tweede.

## Titels
- Wereldkampioen 10.000 m - 2011
- Wereldkampioen junioren 10.000 m - 2006
- Wereldkampioen junioren veldlopen - 2008

## Persoonlijke records
Outdoor
| Onderdeel | Prestatie | Datum            | Plaats         |
| --------- | --------- | ---------------- | -------------- |
| 3000 m    | 8.04,21   | 16 juli 2005     | Marrakech      |
| 5000 m    | 13.09,16  | 1 juni 2013      | Eugene         |
| 10.000 m  | 27.02,81  | 25 augustus 2006 | Brussel        |
| 10 km     | 28.20     | 1 augustus 2009  | Cape Elizabeth |

## Palmares

### 3000 m
- 2005:  WK voor B-junioren - 8.04,21

### 5000 m
- 2008: 4e FBK Games - 13.15,12
- 2013:  Adidas Grand Prix – 13.16,46
- 2016:  DN Galan – 13.03,22

### 10.000 m

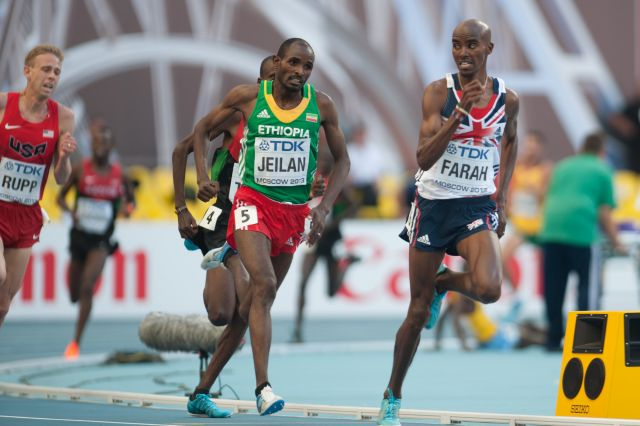
Jeilan en Farah sprinten om de overwinning op de 10.000 tijdens de WK van 2013.

- 2006:  Ethiopische kamp. - 28.49,07
- 2006:  FBK Games - 27.15,90
- 2006:  WJK - 28.53,29
- 2006: 4e Memorial van Damme - 27.02,81
- 2008:  Afrikaanse kamp. - 28.30,66
- 2008:  WJK - 28.07,98
- 2009: 4e Utrecht Night of 10,000m - 27.22,19
- 2011:  WK - 27.13,81
- 2011:  Afrikaanse Spelen - 28.18,22
- 2013:  WK - 27.22,23

### 5 km
- 2006: 4e 5 km van Carlsbad - 13.31

### 10 km
- 2005: 4e Great Ethiopian Run - 28.46,0
- 2009:  Atlanta Journal-Constitution Peachtree - 28.02
- 2009:  Banknorth Beach to Beacon in Cape Elizabeth - 28.19,7
- 2013: 4e Standard Chartered Dubai - 29.34
- 2013:  Great Ireland Run - 29.18

### 15 km
- 2008:  Sao Silvestre in Luanda - 43.38
- 2009:  Utica Boilermaker - 44.27

### veldlopen
- 2006: 5e WK junioren in Fukuoka - 24.04
- 2008:  WK junioren in Edinburgh - 22.38

1983 Alberto Cova ·
1987 Paul Kipkoech ·
1991 Moses Tanui ·
1993 Haile Gebrselassie ·
1995 Haile Gebrselassie ·
1997 Haile Gebrselassie ·
1999 Haile Gebrselassie ·
2001 Charles Kamathi ·
2003 Kenenisa Bekele ·
2005 Kenenisa Bekele ·
2007 Kenenisa Bekele ·
2009 Kenenisa Bekele ·
2011 Ibrahim Jeilan ·
2013 Mo Farah ·
2015 Mo Farah ·
2017 Mo Farah ·
2019 Joshua Cheptegei · 
2022 Joshua Cheptegei · 
2023 Joshua Cheptegei